# Nissan Townstar

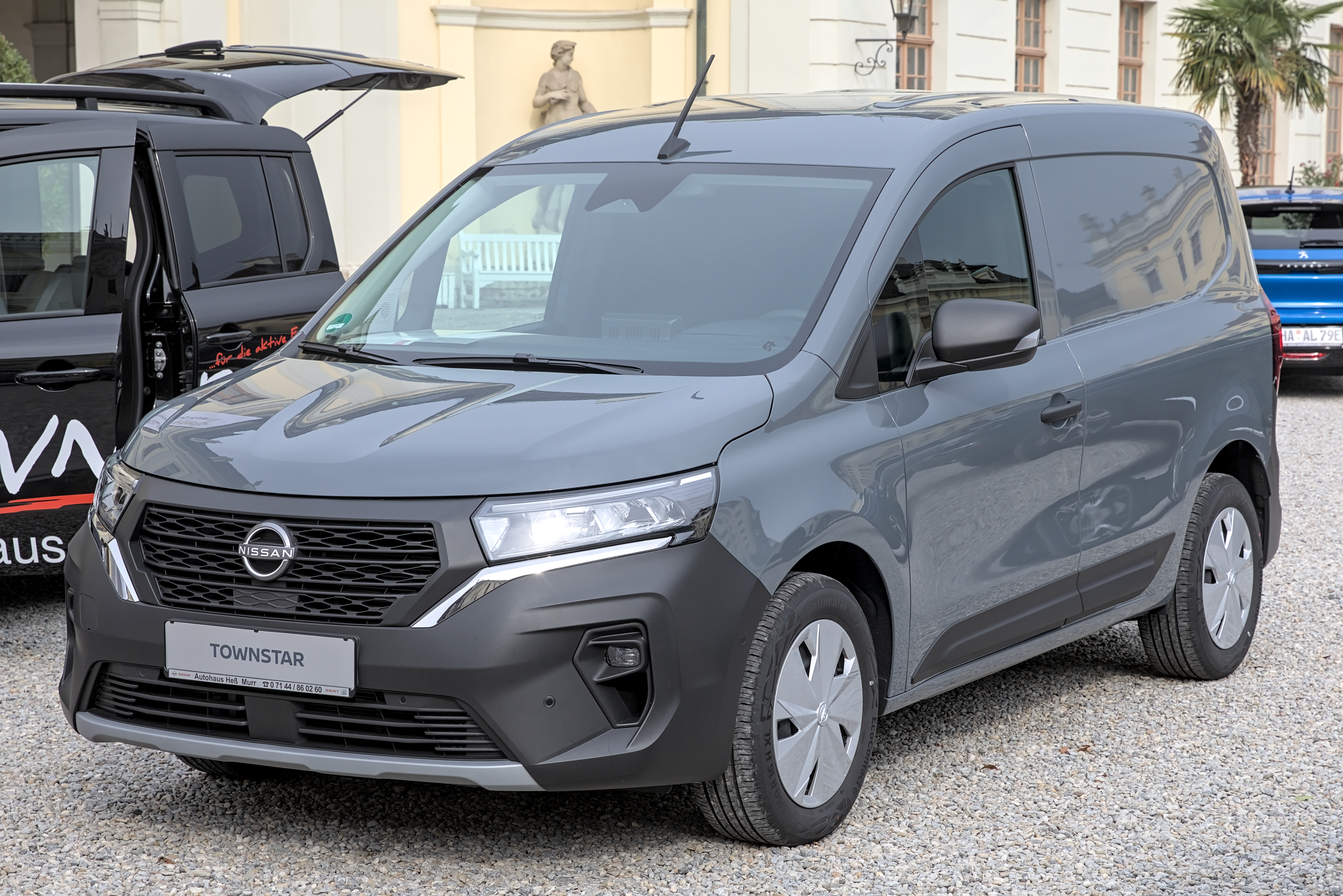
Nissan Townstar voorkant

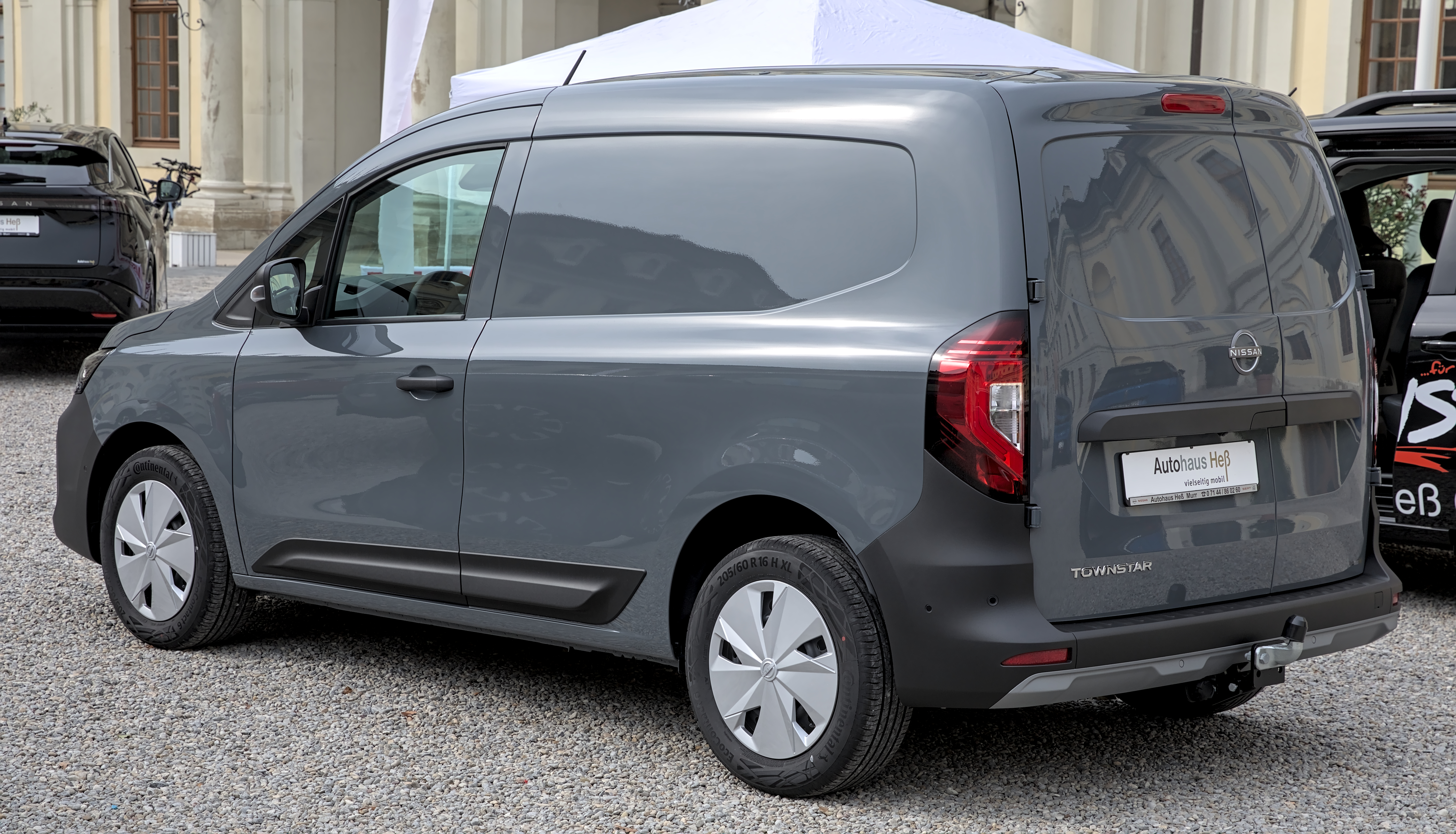
Nissan Townstar achterkant

De Nissan Townstar is een bestelwagen van het Japanse automerk Nissan. De Townstar is in 2021 op de markt gebracht en is de opvolger van de Nissan NV250. De Townstar is vergelijkbaar met de Renault Kangoo en Mercedes-Benz Citan. De auto's zijn zelfs op technisch vlak hetzelfde en worden alle drie in dezelfde fabriek gemaakt in Maubeuge. De Townstar is ook in een elektrische en MPV-variant te verkrijgen.
Huidige modellen Europa:
370Z ·
Ariya ·
Cabstar ·
Cube ·
GT-R ·
Interstar ·
Juke ·
Leaf ·
Micra ·
Murano ·
Navara ·
Note ·
NV200 ·
NV300 ·
NV400 ·
Pathfinder ·
Primastar ·
Qashqai ·
Townstar ·
X-Trail

Huidige modellen internationaal:
Altima ·
Armada ·
Bluebird ·
Caravan ·
Elgrand ·
Fuga ·
Maxima ·
NV ·
Patrol ·
Rogue ·
Sentra ·
Serena ·
Skyline ·
Skyline ·
Skyline Crossover ·
Sunny ·
Teana ·
Tiida ·
Titan ·
Xterra

Concepten:
Forum ·
Jikoo ·
Pivo ·
Urge

Uit productie:
100NX ·
200SX ·
300ZX ·
350Z ·
Almera ·
Almera Tino ·
Bluebird ·
Cedric ·
Cherry ·
Cima ·
Gloria ·
Kubistar ·
Laurel ·
Pixo ·
Prairie ·
Primera ·
Pulsar ·
Silvia ·
Stanza ·
Terrano ·
Vanette